# Вечірній Кут (станція)
Вечі́рній Кут — вантажно-пасажирська залізнична станція Криворізької дирекції Придніпровської залізниці.

## Загальні відомості
Розташована у місті Кривий Ріг Дніпропетровської області на лінії Саксагань — Кривий Ріг-Головний між станціями Шмакове (5 км) та Рокувата (7 км). Розташована у Покровському районі Кривого Рогу.
Відкрита у 1893 р. у зв'язку з розвитком видобутку залізної руди в Кривбасі. Використовувалася для вивезення сировини на заводи Донбасу.
Назва пішла від колишнього однойменного села. Обладнана сучасною системою безпеки руху. Залишається вантажною станцією для перевезення гірничої сировини. Станційна споруда одноповерхова.
На станції зупиняються приміські електропоїзди.